# Wiktor Alojzy Jakubowski
Wiktor Alojzy Jakubowski (ur. 19 maja 1893, zm. 19 października 1936 w Warszawie) – podpułkownik dyplomowany artylerii Wojska Polskiego.

## Życiorys
Urodził się 19 maja 1893 jako syn Władysława. 9 września 1920 roku został zatwierdzony z dniem 1 kwietnia 1920 roku w stopniu kapitana, w artylerii, w grupie oficerów byłej armii niemieckiej. Był wówczas oficerem 17 pułku artylerii polowej. 1 czerwca 1921 roku pełnił służbę w kadrze Stałego Kursu Artylerii w Toruniu, a jego oddziałem macierzystym był 17 pułk artylerii polowej. 3 maja 1922 roku został zweryfikowany w stopniu kapitana ze starszeństwem z dniem 1 czerwca 1919 roku i 29. lokatą w korpusie oficerów artylerii, a jego oddziałem macierzystym był 7 pułk artylerii polowej. Pełnił służbę w Szefostwie Artylerii i Uzbrojenia Dowództwa Okręgu Korpusu Nr VII w Poznaniu, pozostając oficerem nadetatowym 7 pułk artylerii ciężkiej. 31 marca 1924 roku został mianowany majorem ze starszeństwem z dniem 1 lipca 1923 roku i 21. lokatą w korpusie oficerów artylerii. Z dniem 15 sierpnia został przydzielony do macierzystego pułku z pozostawieniem na odkomenderowaniu w 15 pułku ułanów do 15 października. Z dniem 1 listopada 1924 roku został przydzielony do Wyższej Szkoły Wojennej w Warszawie, w charakterze słuchacza Kursu Normalnego, pozostając oficerem nadetatowym 7 pułku artylerii ciężkiej. 11 października 1926 roku, po ukończeniu kursu i otrzymaniu dyplomu naukowego oficera Sztabu Generalnego, został przeniesiony do kadry oficerów artylerii i przydzielony do Dowództwa 14 Dywizji Piechoty w Poznaniu na stanowisko szefa sztabu. 24 lipca 1928 roku ogłoszono jego przeniesienie do Oddziału II Sztabu Generalnego na stanowisko szefa Ekspozytury Nr 3 w Poznaniu. 23 grudnia 1929 roku ogłoszono jego przeniesienie do 10 pułku artylerii ciężkiej w Przemyślu na stanowisko zastępcy dowódcy pułku. 24 grudnia 1929 roku został mianowany podpułkownikiem ze starszeństwem z dniem 1 stycznia 1930 roku i 11. lokatą w korpusie oficerów artylerii. 28 stycznia 1931 roku został przeniesiony do Inspektoratu Armii w Warszawie na stanowisko I oficera sztabu inspektora armii, generała dywizji Tadeusza Piskora. 15 listopada 1935 roku został dowódcą 7 pułku artylerii ciężkiej w Poznaniu. Zmarł tragicznie (w niewyjaśnionych okolicznościach) w poniedziałek 19 października 1936 roku o godz. 9:00 w Warszawie  . Pochowany w czwartek 22 października 1936 roku na cmentarzu garnizonowym w Poznaniu (kwatera 5, miejsce 248).
Miał żonę Janinę, która zmarła na skutek obrażeń odniesionych podczas przesłuchania w stalinowskim więzieniu. Natomiast ich trzej synowie: Wiktor ps. „Wiko” (1917–1944), porucznik, Romuald ps. „Kuba” (1918–1944), porucznik rezerwy artylerii, Zbigniew ps. „Słoń” (1920–1944), porucznik, ponieśli śmierć pierwszego dnia powstania warszawskiego, podczas natarcia na lotnisko Okęcie. Zostali pochowani obok siebie w kwaterze zgrupowania AK „Garłuch” na Cmentarzu Wojskowym na Powązkach w Warszawie (kwatera 28A-1-13,14,15).

## Ordery i odznaczenia
- Krzyż Niepodległości (20 lipca 1932)[22]
- Krzyż Kawalerski Orderu Odrodzenia Polski (10 listopada 1928)[23][24]
- Krzyż Walecznych[25]
- Złoty Krzyż Zasługi
- Srebrny Krzyż Zasługi (16 marca 1928)[26][24]
- Medal Pamiątkowy za Wojnę 1918–1921
- Medal Dziesięciolecia Odzyskanej Niepodległości
- Odznaka Pamiątkowa Generalnego Inspektora Sił Zbrojnych (12 maja 1936)